# Aroma espresso bar
Aroma espresso bar (произносится Аро́ма эспре́ссо бар) — международная сеть кофейных заведений. Управляющая компания — Aroma espresso bar, которая находится в Израиле.

## История
Международная сеть кофеен Aroma espresso bar основана в 1994 году в Израиле.
Первое отделение Aroma espresso bar открылось в Иерусалиме и на тот момент стало также первым эспрессо-баром в городе. За 15 лет существования Aroma стала не только абсолютным лидером на израильском рынке, но и вытеснила оттуда американский Starbucks.

## Собственники и руководство
- Ашер Леви — генеральный директор сети Арома.
- Яков Лившиц — соучредитель «Арома Украина», генеральный менеджер aroma espresso bar на Украине.

## Деятельность
Сегодня в группу Aroma входит более ста отделений Aroma espresso bar в Израиле, США, Канаде, Украине, а также сеть Marrone Rosso с отделениями в Румынии и Казахстане, которое открылось в конце июня 2009 года. Первое отделение Aroma на территории Украины открылось в конце января 2009 года в Киеве. Киевский Aroma в Печерском районе является самым большим заведением сети во всем мире. Ежегодно заведения сети обслуживают более 25 миллионов посетителей.

## Интересные факты
- На вопрос о предпочтениях в еде известная теннисистка Мария Шарапова призналась американскому журналу Time, что обожает фирменные сэндвичи с жареным сыром, которые подают в нью-йоркском отделении Aroma[5].